# Tembûr
Tembûr är ett stränginstrument med ljudlåda och hals med greppband, liknande en tanbūr. Att spela tanburen var vanligt förekommande slutet av parthiantiden och Sassanid-perioden [6] och ordet 'tanbur' finns i persiska och parthiska språktexter, till exempel i Drakht-i Asurig, Bundahishn, Kar-Namag i Ardashir i Pabagan, och Khosrow och Ridag.
Tembûren är 80 cm lång och 16 cm på bredden. Ljudlådan är päronformad och gjort av mullbärsträ. Halsen är gjort av valnötsträ, och har 14 greppband som är arrangerade i kromatisk skala. Tembûren har två stålsträngar, och kan stämmas i kvint-, kvart- eller sekundintervall.